# Dolichopeza insolida
Dolichopeza insolida är en tvåvingeart som beskrevs av Alexander 1934. Dolichopeza insolida ingår i släktet Dolichopeza och familjen storharkrankar. Inga underarter finns listade i Catalogue of Life.